# Семинарская улица (Одесса)
Семинарская улица — улица в Одессе, в историческом районе города, от Среднефонтанской улицы до Французского бульвара.

## История

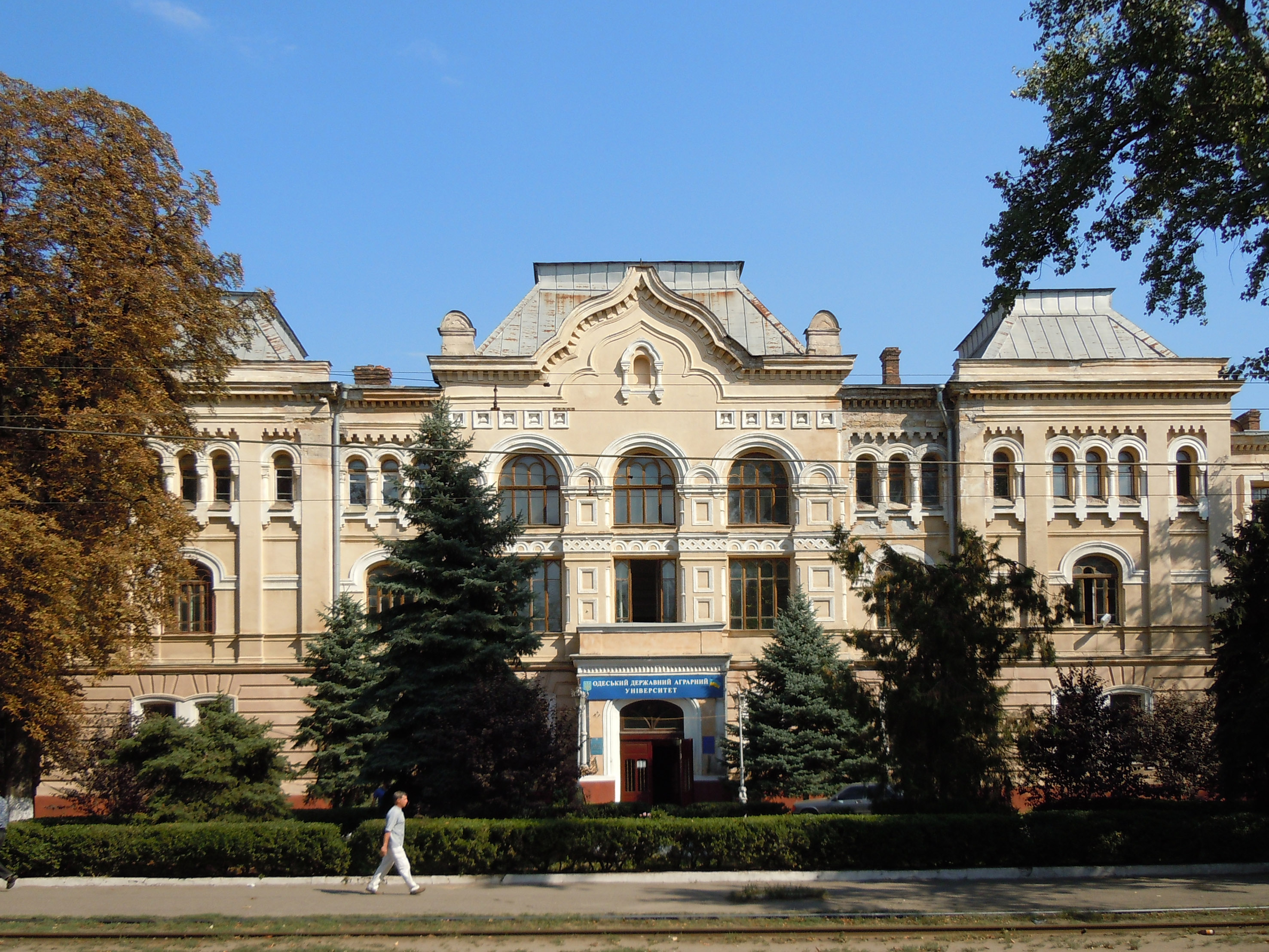
здание бывшей Духовной семинарии

Историческое название улице дано по Одесской духовной семинарии, участок под строительство здания которой на углу с Канатной улицей был отведён в 1895 году (ныне в этом здании — Аграрный университет)
С установлением советской власти улица несколько раз меняла названия: с 1927 по 1941 год  и с 1944 по 1959 — Сельскохозяйственная улица, с 1959 по 1995 — улица Гамарника, затем снова Семинарская. В период румынской оккупации, 1941—1944, — улица Пуришкевича.